# لشکر ۸ پیاده‌نظام (لهستان)
لشکر ۸ پیاده‌نظام یکی از واحدهای نیروی زمینی لهستان بود که در جنگ شوروی و لهستان و تهاجم آلمان به لهستان حضور داشت. در طول جنگ جهانی دوم این لشکر در دو جبهه متفاوت دوباره ایجاد شد. هم یک لشکر ۸ پیاده‌نظام به عنوان جزوی از ارتش میهنی در قیام ورشو حضور داشت و هم یک لشکر ۸ در نیروهای مسلح لهستان در شرق موجود بود.

## تاریخچه

### جنگ شوروی و لهستان
با تشکیل دولت لهستان پس از جنگ جهانی اول لشکر ۸ یکی از نخستین واحدهای ارتش تازه تأسیس لهستان بود. این لشکر در جنگ شوروی و لهستان حضور داشت و هنگام پایان جنگ در سپتامبر ۱۹۲۰ متشکل از ۶۲۱۰ نفر در چهار تیپ بود. این لشکر با فرماندهی استانیسواو بورهارت بوکاسکی در نبرد لووف مشارکت داشت و با صلح ریگا قسمتی از آن منحل شد.

### تهاجم آلمان به لهستان
در سال ۱۹۳۹ و مدتی پیش از آغاز یورش آلمان لشکر ۸ به عنوان بخشی از ارتش مودلین بود که وظیفه دفاع از دژ مودلین و شمال ورشو را به عهده داشت. در ۲ سپتامبر این لشکر به سمت مواوا اعزام شد تا در نبرد مواوا یاری برساند.
لشکر در صبح ۳ سپتامبر به منطقه رسید و فرمان درگیری صادر شد اما به دلیل فعالیت ستون پنجم آلمان و مشکلات ارتباطی در میان لهستانی‌ها موجب آشفتگی و آتش خودی میان نیروهای لهستانی شد. تا عصر قسمت عمده‌ای از نیروهای لهستانی پراکنده شدند و تنها یک تیپ از لشکر ۸ که فرماندهی آن را استانیسواو سوسابوفسکی به عهده داشت توانستند به دژ مودلین عقب بشینند. باقی یگان‌های لشکر ۸ هم با آشفتگی به سمت شرق عقب‌نشینی می‌کردند که تلفات بسیاری را به دلیل بمباران‌ها متحمل شدند.
لشکر ۸ در دژ مودلین تقویت شد. قسمتی از آن جهت مشارکت به نبرد ورشو فرستاده شد و قسمتی هم تا تسلیم لهستان در دفاع از دژ مودلین مشارکت داشت.

### در شرق
در فوریه ۱۹۴۲ پس از پیمان سیکورسکی-مایسکی واحد جدیدی متشکل از اسرای لهستانی در گولاگ با نام لشکر ۸ در قزاقستان تشکیل شد. پس از تخلیه این واحد از طریق ایران این واحد منحل و سربازان آن در واحدهای مختلف سپاه دوم لهستان پخش شدند.

### عملیات تندباد
در سال ۱۹۴۴ ارتش میهنی طی عملیات تندباد تصمیم گرفت تا واحدهای پارتیزانی را براساس الگوی نیروی زمینی لهستان ایجاد نماید. این واحدها براساس الگوی ارتش لهستان پیش از جنگ سازمان‌دهی شدند، سربازان و افسران لهستانی که به خانه بازگشته بودند قرار بود در واحدهای پیشین خود سازمان‌دهی شدند. برهمین اساس طی قیام ورشو یک لشکر با نام لشکر ۸ ایجاد شد و در درگیری‌ها مشارکت داشت.

### در شوروی
با اشغال لهستان توسط نیروهای شوروی در سال ۱۹۴۴ میلادی مقامات کمونیست یک لشکر ۸ پیاده‌نظام برای ارتش خلق لهستان ایجاد شد که از آوریل ۱۹۴۵ وارد میدان شد و در نبرد برای درسدن حضور داشت که در آنجا با واحدهای ویژه براندنبورگر درگیر شد.

### پس از جنگ
با پایان جنگ جهانی دوم لشکر ۸ در عملیات ویستولا علیه ارتش شورشی اوکراین مشارکت داشت که تا سال ۱۹۴۷ میلادی به طول انجامید. پس از آن لشکر مذکور در سال ۱۹۴۹ میلادی به پومرانی غربی منتقل شد و بعدها به لشکر ۸ مکانیزه مبدل شد.